# Umlaufrendite
Die Umlaufrendite (auch Sekundärmarktrendite; englisch flat yield) ist im Finanzwesen eine Anleihenrendite, welche die Rendite von auf dem Rentenmarkt gehandelten Anleihen wiedergibt.

## Allgemeines
Die Anleihen befinden sich bereits auf dem Sekundärmarkt in Umlauf. Die Umlaufrendite gehört zu den wichtigen Marktdaten, auf denen die Marktteilnehmer ihre Kauf- oder Verkaufsentscheidungen aufbauen. Die Umlaufrendite kann getrennt nach Unternehmensanleihen und Staatsanleihen berechnet werden. Als Benchmark dient entweder der risikofreie Zinssatz einer Staatsanleihe oder die Dividendenrendite des Aktienmarkts.

## Ermittlung
Die Umlaufrendite {\displaystyle f_{y}} wird berechnet, indem der Nominalzins {\displaystyle N} dem aktuellen Börsenkurs {\displaystyle P_{M}} gegenübergestellt wird. Dabei ist der mit 100 Geldeinheiten angenommene Nominalwert der Anleihe zu berücksichtigen:
{\displaystyle f_{y}={\frac {N}{P_{M}}}\cdot 100}.
Unterschieden wird – wie bei allen Renditearten – zwischen der Nominalrendite und der durch Preisbereinigung (Inflation oder Deflation) korrigierten Realrendite.

## Emissionsrendite
Bei der Emissionsrendite {\displaystyle I_{y}} wird nicht der aktuelle Börsenkurs, sondern der offizielle Emissionskurs {\displaystyle P_{I}} zugrunde gelegt:
{\displaystyle I_{y}={\frac {N}{P_{I}}}\cdot 100}.
Die Emissionsrendite gilt nur am Börsentag der Emission einer Anleihe auf dem Primärmarkt.

## Historische Entwicklung
In Deutschland ist die Umlaufrendite von ihrem Höchststand 11,2 % im August 1981 bis November 2014 auf 0,6 % zurückgegangen. Im Zeitraum zwischen November 1964 und November 2014 betrug die Durchschnittsrendite 6,1 %. Seit Juni 2016 weist das Aggregat „Anleihen der öffentlichen Hand“ erstmals eine Negativrendite auf, seit Juli 2016 auch Hypothekenpfandbriefe, seit August 2016 unterschreiten auch öffentliche Pfandbriefe die 0 %-Marke.
Die Umlaufrendite von Unternehmensanleihen entwickelte sich in Deutschland wie folgt:
| Jahr | Umlaufrendite nom. in % p. a. |
| ---- | ----------------------------- |
| 2005 | 3,7                           |
| 2006 | 4,2                           |
| 2007 | 5,0                           |
| 2008 | 6,3                           |
| 2009 | 5,5                           |
| 2010 | 4,0                           |
| 2011 | 4,3                           |
| 2012 | 3,7                           |
| 2013 | 3,4                           |
| 2014 | 3,0                           |
| 2015 | 2,4                           |
| 2016 | 2,1                           |
| 2017 | 1,7                           |
| 2018 | 2,5                           |
| 2019 | 2,5                           |
| 2020 | 1,7                           |
| 2021 | 0,9                           |
| 2022 | 3,3                           |

Die höchste Rendite (Hochzinsniveau) gab es während der Finanzkrise ab 2007. Zu erkennen ist auch das ab 2020 einsetzende Niedrigzinsniveau, das 2021 seinen Tiefpunkt erreichte und noch 2022 endete.

## Wirtschaftliche Aspekte
Die Umlaufrendite reflektiert das Zinsniveau auf dem Kapitalmarkt und gilt als Referenzzinssatz. Sie ist in Deutschland für den Rentenmarkt ähnlich bedeutsam wie der DAX für den Aktienmarkt. Da es sich um Staatsanleihen und ähnliche öffentliche Anleihen (Kommunalanleihen, Kommunalobligationen, Landesanleihen) mit einwandfreier Bonität handelt, liegt ein risikofreier Zinssatz vor, der als Vergleichswert beim Credit Spread oder Sharpe-Quotienten genutzt wird und zur Ermittlung der Überrendite verwendet wird.
Besondere Bedeutung hatte die Umlaufrendite für die Bestimmung des Höchstrechnungszinses, des Zinssatzes für bilanzielle Deckungsrückstellungen nach der Verordnung über Rechnungsgrundlagen für die Deckungsrückstellungen (DeckRV) der Lebensversicherer. Nach § 3 DeckRV durfte der maßgebliche Rechnungszins höchstens 85 % des letzten Monatswertes der Umlaufrenditen der Anleihen der öffentlichen Hand mit einer der Versicherungsdauer entsprechenden Restlaufzeit betragen. Die seit Juli 2016 geltende DeckRV sieht diese Referenzierung nicht mehr vor. Sie legt in § 2 DeckRV den Höchstzinssatz für bestimmte Versicherungsverträge seit 1. Januar 2025 auf 1,0 % fest.